# Jura Margulis

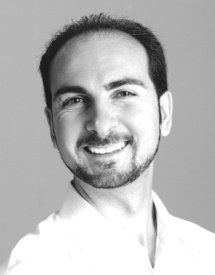
Jura Margulis

Jura Margulis (* 14. Juni 1968 in Leningrad) ist ein Pianist und Musikpädagoge.

## Biografie

### Ausbildung
Jura Margulis studierte an der Musikhochschule Freiburg in der Klasse seines Vaters, Vitaly Margulis, und absolvierte das Hochschulstudium mit Auszeichnung (1994). Nach dem Wechsel in die Klasse von Leon Fleisher am Peabody Institute – dem Konservatorium der Johns Hopkins University in Baltimore (USA) – erwarb er dort das Artist Diploma und das Post Graduate Performance Diploma (1998). Weitere Studien führten ihn an die Fondazione per il Pianoforte in Cadenabbia (Italien), wo er u. a. bei Murray Perahia, Alexis Weissenberg, Dmitri Baschkirow, Karl-Ulrich Schnabel und Fou T'song Unterricht hatte (1993–1994).

### Konzerte und Auszeichnungen
Bereits von früher Jugend an hat Margulis in vielen Ländern weltweit konzertiert. Als Solist trat er mit Orchestern auf wie dem Russischen Nationalorchester in der Hollywood Bowl, dem Montreal Symphony Orchestra unter Charles Dutoit, dem Sinfonieorchester des Südwestrundfunks, dem National Orchester von Venezuela, den Prager Philharmonikern und dem Thailand Philharmonic Orchestra. Er konzertierte auf zahlreichen Festivals wie dem Schleswig-Holstein Musik Festival, den Berliner Festwochen in der Berliner Philharmonie, dem Verbier Festival in der Schweiz und dem Beppu Argerich Music Festival in Japan. Zudem gewann Margulis mehr als ein Dutzend Preise bei internationalen Klavierwettbewerben, darunter beim Busoni-Wettbewerb in Italien und beim Guardian-Wettbewerb in Irland. Die europäische Kulturstiftung Pro Europa zeichnete ihn mit dem Europäischen Förderpreis für junge Künstler aus. Zu seinen kammermusikalischen Partnern zählen Dmitri Sitkovetsky, die Solisten der Moskauer Virtuosen, Mitglieder des Chicago Symphony Orchestra und das St. Petersburger sowie das Moskauer Streichquartett. Als Gründungsmitglied des Fulbright Trios tritt der Künstler seit über 10 Jahren regelmäßig in den USA und mit Martha Argerich als Duo-Partner in Deutschland, Japan und den USA auf.

### Presse – Konzerte
Kritiker charakterisierten Margulis' Tastenkunst als „kontrollierte Besessenheit“ und erkannten die „unbedingte Autorität“ seiner Interpretationen an (Fono Forum). Die Frankfurter Allgemeine Zeitung würdigte seine Aufführungen als zugleich „impulsiv und nachdenklich“ und bezeichnete den Pianisten als einen „Virtuosen und Gestalter“. Die Washington Post bewunderte seinen „titanenhaften Vorrat reiner Stärke“ und seine „mühelose Spontaneität“. Die Fort Worth Star-Telegram rühmte: „… der perfekte Beethoven für das Publikum unser Zeit; ergreifende Lyrik, Vorstellungskraft, Originalität und Kunstverständnis durchdringen jeden Satz.“ Über seinen Klavierabend in Salzburg (Österreich) schrieb Drehpunkt Kultur: „Die Verbindung von Klangphantasie und klarer Linienführung … Es verwandelt sich handwerkliche Perfektion in den Ausdruck eines düsteren Dramas. Eine außergewöhnliche Darbietung!“ Die FAZ-Rezension eines Klavierabends mit Liveaufnahme im Hessischen Rundfunk in Frankfurt am Main schloss mit den Worten: „Euphorische Zustimmung“.

## Tonaufnahmen

### CDs
- 1991: Schumann, Chopin, Rachmaninoff, Liszt, Moszkowsky (Aurophon, Sony)
- 1998: Maurice Ravel, Serge Prokofjew (SWR, HH M&M)
- 1999: Jura Margulis live on the Horowitz Steinway – Schubert, Liszt, Rachmaninoff, Skrjabin (SWR, HH M&M, Ars Musici)
- 2000: Schumann, Liszt, Debussy (SWR, HH M&M)
- 2003: Rachmaninoff, Prokoffiew, Medtner, Stravinsky (BR, Ars Musici)
- 2006: Transkriptionen: Bach, Gluck, Schubert, Wagner, Saint-Saëns, Caplet (BR, Oehms Classics)
- 2009: Bach, Beethoven, Brahms, Berg (HR, Oehms Classics)

### Presse – CDs
Fono Forum bewertete Margulis' CD von 2001 (Schumann, Liszt, Debussy) mit dem Prädikat „sehr empfehlenswert“ und listete sie im Klassik-Jahrbuch als eine von 12 Referenzaufnahmen im Bereich Klavier. 2004 wurde seine CD mit russischem Repertoire in die Bestenliste der Deutschen Schallplattenkritik aufgenommen. Seine jüngste CD umfasst Klaviertranskriptionen von Bach bis Caplet und erhielt von Klassik-Heute die höchste Punktzahl im Bereich „künstlerische Qualität“. Peter Cossé schrieb: „… seit Horowitzens alter RCA-Aufnahme der „Danse macabre“ von Saint-Saens ist mir keine Einspielung dieses wahrhaft bildhaften Klanggemäldes begegnet, wie die hier – in Jura Margulis’ eigens bearbeiteter Version!“ Weiter empfahl der Kritiker, dass Margulis’ eigene Transkription von dem wenig bekannten Stück „Conte Fantastique“ von André Caplet „ähnlich wie Ravels Klavierversion seiner „La Valse“-Verdunkelung einen Platz im Repertoire junger Pianisten einnehmen könnte.“ Klassik.com bewertete dieser CD ebenfalls mit der höchsten Punktzahl und schrieb „Sein klarer, durchdringender, klagender Ton ist herzerweichend und fasziniert von der ersten bis zur letzten Sekunde“, Margulis könne „gar nicht genug gelobt werden“.

## Lehrtätigkeit
Margulis gibt Meisterkurse in den USA, Deutschland, Österreich, Italien, Spanien, Portugal, Slowenien, Russland und Japan. Über sein pädagogisches Konzept „The Unified Piano School – Eine Verbindung von Pädagogischen und Pianistischen Traditionen“ hält er vielerorts Vorträge, so auch bei der World Piano Pedagogy Conference in den USA und an der Internationalen Sommerakademie Mozarteum Salzburg (Österreich). Seit 1999 ist er Inhaber eines Lehrstuhls für Piano an der University of Arkansas in Fayetteville (USA) und seit 2008 Gründungsinhaber der dortigen Emily J. McAllister-Stiftungsprofessur.